# 名古屋市立城西小学校
名古屋市立城西小学校（なごやしりつ じょうさいしょうがっこう）は、愛知県名古屋市西区城西三丁目にある名古屋市立小学校。

## 概要

### 校名の由来
- 校地が名古屋城の西側に位置することによる[1]。

### 校歌
- 作詞 近藤一一[2]
- 作曲 吉川鋭治[2]

## 沿革

### 年表
- 1872年（明治5年） - 花ノ木町において、第23義校が開校[1]。
- 1873年（明治6年） - 前ノ川町において第35義校が開校[1]。
- 1874年（明治7年） - 第23義校が時習学校、第35義校が清水学校とそれぞれ改称する[1]。
- 1876年（明治9年） - 時習学校が第15番小学花木学校、清水学校が第16番上宿学校とそれぞれ改称する[1]。
- 1893年（明治26年） - 第15番小学花木学校を廃止し、第16番上宿学校に統合する[1]。同時に、上宿尋常小学校と改称する[1]。
- 1900年（明治33年） - 花木尋常小学校が開校[1]。
- 1909年（明治42年） - 現在の城西小学校校地である俵町に俵尋常小学校が開校[1]。
- 1941年（昭和16年）4月 - 上宿・花木・俵各尋常小学校が、それぞれ上宿・花木・俵各国民学校と改称する[1]。
- 1945年（昭和20年）5月 - 空襲により、上宿・花木・俵各国民学校校舎が全焼する[1]。
- 1946年（昭和21年） - 上宿・花木・俵国民学校の統合により、城西国民学校となる[1]。
- 1947年（昭和22年） - 城西国民学校が名古屋市立城西小学校と改称する[1]。
- 1951年（昭和26年） - 樹木園や学級園ができる。
- 1970年（昭和45年） - 体育館兼講堂ができる。
- 1973年（昭和48年） - 創立百年記念行事開催。
- 1981年（昭和56年） - 鉄筋校舎新築、改修工事を行う。
- 1986年（昭和61年） - 大規模改修工事（体育館・1階教室・会議室）を行う。
- 1990年（平成2年） - 東門付近景観工事を行う。ふれあい広場ができる。
- 1993年（平成5年） - 大規模改修工事（管理棟校舎て給食室）を行う。創立百二十周年記念行事開催。
- 1997年（平成9年） - プール改修工事を行う。
- 1999年（平成11年） - コンピュータLAN配線工事を行う
- 2000年（平成12年） - 東通用門インターロッキング舗装を行う。
- 2001年（平成13年） - 教室インターホン設置工事を行う。トワイライトスクール開校。
- 2003年（平成15年） - 創立百三十周年記念行事開催。
- 2005年（平成17年） - 耐震補強工事実施。
- 2013年（平成25年） - 創立百四十周年記念行事を開催。
- 2023年（令和5年）10月27日 - 創立150周年記念式典挙行[3]。

## 教育目標
- 教育目標として、「健康で明るくよく考え進んで行い仲よくする子」を掲げている[4]。

## 学校行事
| - 4月：1年生を迎える会 - 5月：遠足・家庭訪問・運動会 - 6月：クリーン大作戦 - 7月：城西っ子祭り - 8月 - 9月：修学旅行 | - 10月：中津川野外教育 - 11月：学芸会 - 12月：親子ふれあい集会 - 1月：授業参観 - 2月：授業参観 - 3月：6年生を送る会 |

## 児童会活動・クラブ活動など

### 児童会活動
| - 代表委員会 - 環境委員会 - 給食委員会 - 放送委員会 - 図書委員会 | - 運動委員会 - 保健委員会 - 飼育・園芸委員会 |

### 部活動
- 野球部[6]
- バスケットボール部[6]
- サッカー部[6]
- 器楽部[6]

### クラブ活動
| - テーブルゲームクラブ - イラストクラブ - 消しゴムはんこクラブ - 手芸クラブ - 和紙工作クラブ - 屋内スポーツクラブ | - 屋外スポーツクラブ - コンピュータクラブ - 実践読書クラブ - パズル・クイズクラブ - 工作クラブ |

## 通学区域
- 名古屋市西区[7]
  - 城西一丁目（一部）[7]
  - 城西二丁目・城西三丁目・城西四丁目[7]
  - 城西五丁目（一部）[7]
  - 数寄屋町[7]
  - 浅間一丁目・浅間二丁目（各一部）[7]
  - 花の木一丁目・花の木二丁目・花の木三丁目[7]
  - 樋の口町[7]
  - 堀端町

## 進学先中学校
- 名古屋市立浄心中学校[7]

## 交通
- 名古屋市営バス栄13号系統 樋の口二丁目停留所 南へ50メートル[8]
- 名古屋市営地下鉄鶴舞線 浄心駅南東800メートル・浅間町駅北東850メートル[8]